# 林恩·賽克斯
林恩·雷·賽克斯（英語：Lynn Ray Sykes，1937年4月16日—），出生於美國賓州匹茲堡，是一名美國地質學家和地球物理学家。他在20世纪60年代對板块構造論的早期理論做出了重要貢獻。 
1967年，賽克斯以中洋脊周遭震源机制解的分析結果驗證了轉形斷層的假說。機制解顯示在大西洋中洋脊的地震中，的確出現了如轉形斷層理論預料的錯動情況，而且此些錯動情況與傳統平移斷層理論所會預測的平移方向相反。 

## 生平
1937年出生於美國匹茲堡，是家中獨子；他的父親是美國氣象局的職員，母親則是家庭主婦。賽克斯自小就對科學感到高度興趣，尤其熱中於化學領域。
之後，他進入麻省理工學院，主修地質學和地球物理學，並在該校先後獲得學士及碩士學位。在麻省理工之後，他前往哥伦比亚大学攻讀博士學位。在哥倫比亞大學，他師承板塊運動學先驅杰克奥利弗，並在1965年以論文《短期地震波在海洋地區的傳播》（英語：The propagation of short-period seismic surface waves across oceanic areas.）获得的地質學哲學博士學位。在博士畢業後，他選擇留在哥大，加入拉蒙特-多爾蒂地球觀測所，並獲得了「希金斯地球與環境科學教授」的頭銜（英語：Higgins Professor for Earth and Environmental Sciences）。
成為全職科學研究人員後，賽克斯將研究的焦點放在了關於地震形成的相關研究（例如針對板块俯冲區的震源機制求解）和以停止核試驗為目的的地震學監測方式。1974年，他成为美國《全面禁止核试验条约》谈判的代表，並多次在美國国会聽證會中以專家身份提出建言。1960年代，他对地震群定位和板块构造解释的研究（部分与他的老师杰克奥利弗完成）是板块构造学的重要支撑。
賽克司是美国国家科学院、美国艺术与科学学院 、美国地球物理学聯盟、美国地质学会、伦敦地质学会和美国科学促进会的成员 。 
西元2000年，賽克斯斯獲得了哥倫比亞大學頒發的維特勒森獎 。 他曾獲得斯隆獎和古根漢獎 ，曾獲得美国地球物理学聯盟的James B. Macelwane獎章和Walter H. Bucher獎章。 美国地震学会奖章。由于他在核武器试验中的工作，他于1986年获得了美国科学家联合会的公共服務獎。